# Namibia Premier League 2016/17

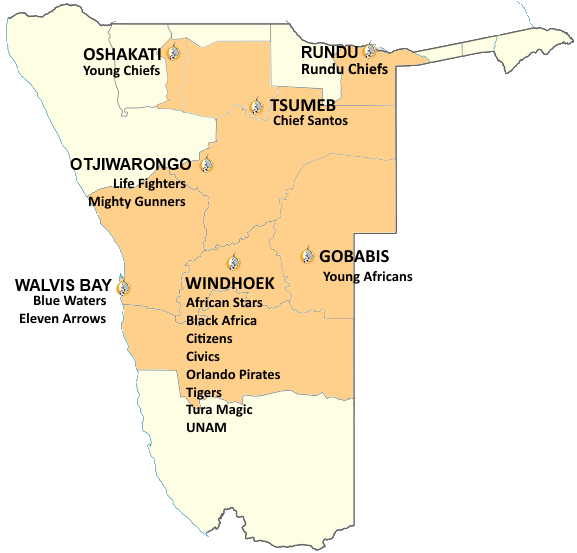
Städte und Vereine der Saison 2016/17

Die Saison der Namibia Premier League 2016/17 sollte von September 2016 bis April 2017 stattfinden. Nach dem am 22. August 2016 verkündeten Rückzug des langjährigen Hauptsponsors MTC Namibia war die Zukunft der Liga ungewiss. Die Saison wurde im Oktober 2016, da nur drei anstatt der nötigen 27 Millionen Namibia-Dollar an Sponsorengeldern bereitstanden, vorerst abgesagt.
Ende März 2017 erklärte sich MTC bereit die Liga mit 15 Millionen Namibia-Dollar pro Jahr weiter zu fördern. Die Saison sollte deshalb am 12. Mai 2017 beginnen. Am 2. Juni 2017 forderten sieben Erstligavereine die Auflösung der NPL und eine Neuordnung, die am 23. August 2017 beschlossen wurde.